# 羅淑蕾
羅淑蕾（1952年11月28日—），臺灣政治人物、會計師，親民黨及中國國民黨籍（國親聯盟）。曾任三屆立法委員，兩屆為不分區（2007～2012年），第三屆代表臺北市第三選舉區（2012～2016年）。

## 早年生活及工作
羅淑蕾出生於臺北市大同區（陽明山），成長於大稻埕；家境因其父親在萬華從事洗染業而相對富裕。基隆女中畢業後，考上東吳大學會計系。就讀大學期間，開始在著名的程寶嘉會計師事務所實習，並獲得肯定。之後到一進口美國牛肉的外商公司擔任財務主管、副總經理，直到獲得會計師資格並成立自己的事務所。
2004年，當選台北市會計師公會理事長，成為該會首位任該職的女性。2010至2015年間，擔任中華民國會計師公會全國聯合會理事長。

## 政治生涯

### 早期嘗試
2002年，初次參與政治，與尋求連任的黃珊珊均獲提名，代表親民黨競選台北市議員，但因黃珊珊衝上第二高票，未配票結果下而使羅於港湖區以不足900票之差落選。2004年，列入親民黨不分區立委第7名，最終仍成為落選頭。2006年，參加倒扁運動。

### 立法委員
2007年11月，羅淑蕾隨著劉憶如在無黨團結聯盟不分區第一名並辭去立委職務，遞補進入立法院，僅擔任兩個月第六屆親民黨不分區立法委員。
2007年，親民黨與國民黨協商，2008年第七屆立委選舉由國民黨讓出四席不分區立法委員席次與親民黨共推，羅淑蕾因僑選立委梅長錡失去僑民身分又在台設籍未達半年而喪失資格，原本國親高層欲整合意圖參選區域立委到底的沈智慧、但因其已登記參選而未果，最終才幸運得以由第30名改列為第14名的安全名單。2008年，國民黨獲得20席不分區立委席次，順利代表國親聯盟連任立法委員。
2008年3月12日總統大選前夕，羅淑蕾、費鴻泰、羅明才及陳杰四名國民黨立委闖入民主進步黨候選人謝長廷及蘇貞昌競選總部維新館中之有門禁的辦公室。他們被指控侵入他人住宅、濫用權責。此事件一度造成國民黨候選人馬英九選情緊繃。隔日，國民黨黨主席吳伯雄偕同該四名立委道歉以平息風波。
2011年，在臺北市第三選舉區國民黨初選民調中以不到0.6%的差距爆冷門擊敗時任立法委員身兼國民黨副主席蔣孝嚴，雖然國民黨臺北市黨部聲明不是最終的結果，但蔣孝嚴決定退出初選、不爭取不分區且全力輔選羅淑蕾，並主動擔任羅淑蕾競選團隊主任委員。
2012年，以近三萬票之差擊敗民進黨徵召的時任市議員簡余晏，首次參選區域立委便奪下近十二萬票，成為臺北市最高票的區域立法委員當選人，風光三連霸。台北市的最高得票紀錄直至2020年才由高嘉瑜所打破，但其在該選區之118,503票至今仍為最高紀錄。
2012年4月，對於旺旺中時媒體集團接續數天修理職司議程的立法院交通委員會召委葉宜津，羅淑蕾直稱「離譜」，並表示若無法對跨媒體有所限制，發生在葉身上的事也會發生在每個人身上。
2013年4月，時任國民黨副主席、立法院副院長洪秀柱在國民黨中山會報上，點名黨籍立委羅淑蕾發言「傷害黨」。
2013年9月馬王政爭時，羅淑蕾用「手段粗糙」等詞句批評馬英九團隊。她表示，國民黨黨部在文宣上稱馬英九不知王金平出國是嫁女兒，「但王院長出國嫁女兒，國安局會不知道？滿扯的。」
2014年9月10日，羅淑蕾指控臺北市市長參選人柯文哲洗錢，及教唆、協助他人逃漏稅，此指控引起MG149案。
2015年，國民黨內採兩階段，若現任者得以在第一階段取得5%以上之領先得以獲得徵召，而羅淑蕾在與前立委蔣孝嚴之子蔣萬安和市議員王鴻薇於臺北市第三選舉區的民調中僅取得4%的領先；進入第二階段國民黨初選民調後，首輪落後10%以上的王鴻薇決定退選，而羅淑蕾則在最終以超過一成之差敗給蔣萬安。
雖於初選落幕後曾表示「謝謝老天讓我休息」，但仍未放棄爭取黨內不分區立委提名，不過未獲徵詢；同年11月李鴻鈞退出國民黨，使羅淑蕾成為唯一一位2008年起仍保持國親聯盟身分的立委。隨著她於2016年1月底卸任，國親聯盟成員結束在立法院的影響力。
卸任後，她投身於繪畫，並舉辦個人展覽。2022年地方選舉競選期間，蔣萬安為參選臺北市市長辭去立法委員。選舉結束後，她表態願意代表國民黨參與臺北市第三選區立法委員缺額補選，儘管亦在《臺灣醒報》的訪問中坦言機會不大。最終，臺北市議員王鴻薇獲得徵召並勝選。

## 李新之死
2018年9月28日，臺北市議員李新墜樓逝世一週年，羅淑蕾與黃昭順被他的女友郭新政，在盛竹如主持之紀錄短片系列《誰摔死了李新》中，指控李的死是受她們的設局陷害。羅淑蕾認為該影片對她造成名譽傷害，向法院聲請下架影片，但因案件尚在審理及言論自由等因素，法院裁駁回該聲請，可抗告。
2021年7月，黃昭順、羅淑蕾控告郭新政、盛竹如妨害名譽不起訴後，提起再議遭高檢署駁回，全案確定。而在提告加重誹謗的部分，判決郭新政有期徒刑4個月、罰金8千元，盛竹如拘役50日，皆得易科罰金，全案定讞。

## 政治立場
2013年11月8日，羅委員在立法院的質詢稿中認為，少數團體基於「同性婚姻」、「伴侶制度」、「多人家屬及收養制度」之三大訴求，推動「多元成家法案」將會為台灣帶來家庭的不穩定性及耗費大量社會成本，兒童的權益得不到保障，衍生更多社會問題，感到憂心。爰此，衡平台灣整體社會發展及少數特殊家庭需求，相關主管機關應在維護法制穩定性的前提下，建立起個案考量及處理之機制，特向行政院提出質詢。

## 個人生活
2014年9月19日，羅淑蕾遭爆料持有「千附實業」股票107萬股，財產申報卻只有50萬股；自2011年開始擔任該公司獨立董事，至遭爆漏報財產，其股價至少漲三成，獲利至少一千八百萬元。千附實業近3年的年報顯示，羅淑蕾持股皆超過百萬，但監院的申報資料自2011年就未更新。羅淑蕾接受訪問時，表示這部分是助理搞錯，並已向監察院提出更正。但最後簽核記錄仍是羅本人。
2017年，羅淑蕾遭曾任國民黨中常委的邱素蘭告發，羅涉嫌侵占會計師公會募得莫拉克風災賑災款，經檢方調查後不起訴。羅淑蕾反控邱素蘭誣告罪，邱素蘭目前更一審遭判4月且不得易科罰金，邱不服上訴，全案仍審判中。

## 軼事
國民黨立委羅淑蕾表示自己有特殊管道可以代為訂購江蕙封麥演唱會門票。

## 選舉紀錄
| 年度 | 選舉屆數           | 選舉區                                 | 所屬政黨   | 得票數    | 得票率 | 當選標記   | 備註     |
| ---- | ------------------ | -------------------------------------- | ---------- | --------- | ------ | ---------- | -------- |
| 2004 | 第六屆立法委員選舉 | 全國不分區選舉區                       | 親民黨     | 1,350,613 | 13.90% |            | 遞補當選 |
| 2008 | 第七屆立法委員選舉 | 全國不分區及僑居國外國民立法委員選舉區 | 中國國民黨 | 5,010,801 | 58.12% | 排序第14名 |          |
| 2012 | 第八屆立法委員選舉 | 臺北市第三選舉區                       | 中國國民黨 | 118,503   | 56.07% | 全市最高票 |          |

## 外部連結
- 羅淑蕾的Facebook專頁
- 羅淑蕾 (蕾蕾開講歡迎您來講!!)的Facebook專頁